# European Article Number

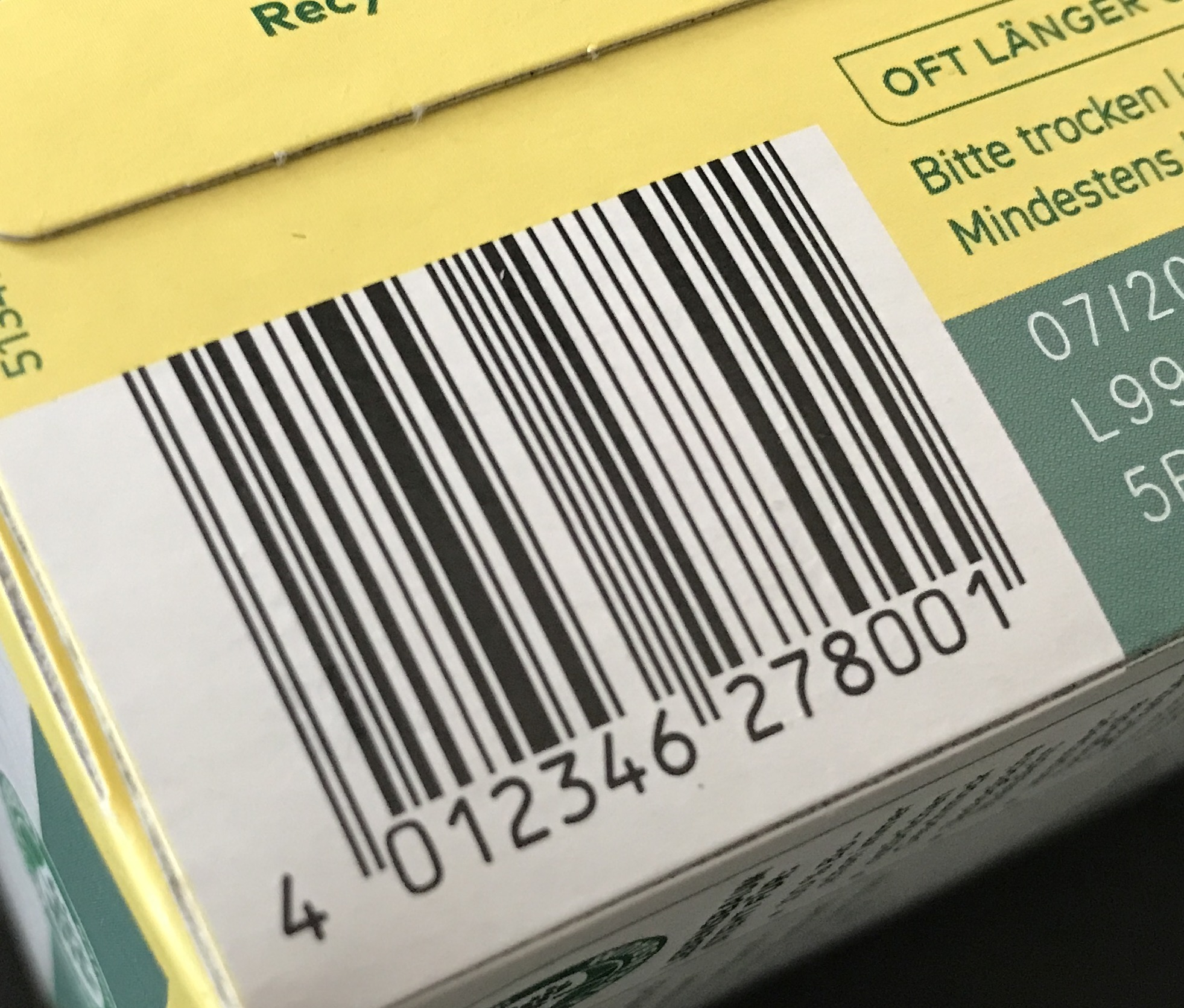
EAN-13-Strichcode auf einer Teepackung

Der Begriff European Article Number wird nur noch als Akronym EAN verwendet und bezieht sich auf den Strichcode aus der EAN/UPC-Symbologie. Früher wurde mit EAN auch die enthaltene global eindeutige Artikelnummer bezeichnet, die 2009 in Global Trade Item Number (GTIN) umbenannt wurde. Trotz der Umbenennung hat sich die Bezeichnung EAN im Sprachgebrauch als Synonym für den Strichcode (EAN) sowie die enthaltene Identifikation (GTIN) erhalten.
Der EAN-Strichcode wird zur Produktkennzeichnung im Einzelhandel und vielen Branchen verwendet. Dieser wurde 1976 in Europa eingeführt und ist mit dem drei Jahre zuvor in den USA eingeführten UPC-Strichcode kompatibel. An seiner Entwicklung waren Norman Joseph Woodland (1921–2012) und George J. Laurer (1925–2019) maßgeblich beteiligt. Der EAN-Strichcode ist weltweit im Einsatz und aus vielen Prozessen der Wirtschaft nicht mehr wegzudenken. Die bekannteste Anwendung ist das Einlesen an Kassen im Einzelhandel.

## Varianten und Regelwerk
Den EAN-Strichcode gibt es in zwei Varianten:
- EAN-13 (Standard mit 13-stelliger Nummer)
- EAN-8 (für Kleinstprodukte mit 8-stelliger Nummer)

Unter den Symbolen steht jeweils die beinhaltende Identifikationsnummer in Klarschrift als Backup, falls der Strichcode nicht lesbar sein sollte.
Die generellen Eigenschaften des EAN-Strichcodes sind in der Norm ISO/IEC 15420 definiert. Für die Anwendung im GS1-System wurden zusätzlich Größenbereiche in Abhängigkeit von der Anwendungsumgebung, Qualitätsanforderungen (zum Beispiel gemäß ISO/IEC 15416) sowie Platzierungsrichtlinien festgelegt. Diese sind in GS1-Fachpublikationen spezifiziert.

## Aufbau

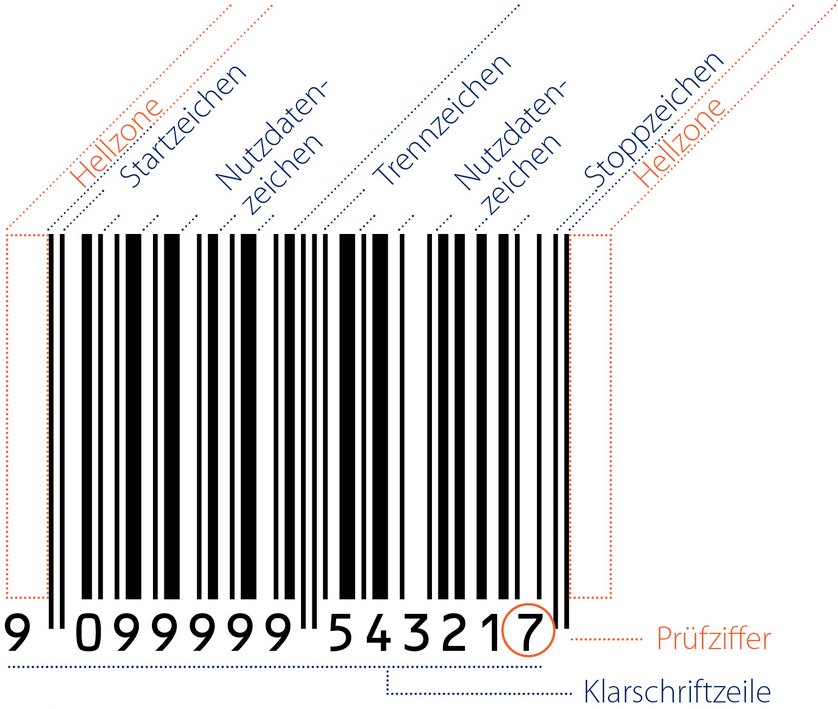
Symbologieaufbau EAN nach ISO-IEC 15420

Der Symbologieaufbau von EAN-8 und EAN-13 erfolgt gemäß ISO/IEC 15420. Der EAN-Strichcode, von links nach rechts gelesen, setzt sich dabei wie folgt zusammen:
- linke Ruhezone (Hellzone)
- Randzeichen
- Nutzdatenzeichen
- Trennzeichen
- Nutzdatenzeichen
- Randzeichen
- rechte Ruhezone (Hellzone)

Jedes dieser Zeichen sowie die Hellzonen bestehen aus einer definierten Anzahl von Modulen (kleinste Abmessung eines Strichs beziehungsweise einer Lücke). Aus der Gesamtanzahl der Module sowie einer bestimmten Modulgröße lässt sich die Breite eines EAN-13 beziehungsweise eines EAN-8 Symbols berechnen.
| Symboltyp | Gesamtzahl der Module |
| --------- | --------------------- |
| EAN-13    | 113                   |
| EAN-8     | 81                    |

Größen und Hellzonen
| Ideale Modulbreite mm | Vergrößerungs- faktor | Abmessung des EAN-13 Strichcodes mm | Abmessung des EAN-13 Strichcodes mm | Abmessung des EAN-8 Strichcodes mm | Abmessung des EAN-8 Strichcodes mm |
| Ideale Modulbreite mm | Vergrößerungs- faktor | Breite                              | Höhe                                | Breite                             | Höhe                               |
| --------------------- | --------------------- | ----------------------------------- | ----------------------------------- | ---------------------------------- | ---------------------------------- |
| 0,264                 | 0,80                  | 29,83                               | 18,28                               | 21,38                              | 14,58                              |
| 0,330                 | 1,00                  | 37,29                               | 22,85                               | 26,73                              | 18,23                              |
| 0,495                 | 1,50                  | 55,94                               | 34,28                               | 40,10                              | 27,35                              |
| 0,660                 | 2,00                  | 74,58                               | 45,70                               | 53,46                              | 36,46                              |

Den Hellzonen kommt eine besondere Bedeutung zu, da nur ihre korrekte Einhaltung einem Scanner ermöglicht, den Anfang und das Ende des Symbols zu erkennen.
| EAN-13                                                                        | 11 | 3,63 | 7 | 2,31 |
| EAN-8                                                                         | 7  | 2,31 | 7 | 2,31 |
| a In diesem Beispiel wird für das X-Modul eine Breite von 0,330 mm verwendet. |    |      |   |      |

Ein nützliches Instrument zur Wahrung der Hellzonen im Produktionsprozess ist, ein „kleiner als“ (<)- und/oder „größer als“ (>)-Zeichen so in das Feld der Klarschriftzeile einzufügen, dass die Spitze den Rand der Hellzone markiert. Daraus ergeben sich die abgebildeten Beispiele (EAN-13 und EAN-8).

Teillesung eines EAN-13 Strichcodes

Die Symbolhöhe steht in direkter Beziehung zur Modulgröße und ist so definiert, dass jede Symbolhälfte des EAN-Strichcodes auch im Winkel von 45° eines Laserscannerstrahls erfasst werden kann. Dies ermöglicht omnidirektionales Scannen, das heißt das Erfassen eines Symbols in jedem Winkel mit einem Laserscanner.

## Werte und verwendete Zeichensätze
| z1 | z2 | z3 | z4 | z5 | z6 | z7 |
| -- | -- | -- | -- | -- | -- | -- |
| 0  | A  | A  | A  | A  | A  | A  |
| 1  | A  | A  | B  | A  | B  | B  |
| 2  | A  | A  | B  | B  | A  | B  |
| 3  | A  | A  | B  | B  | B  | A  |
| 4  | A  | B  | A  | A  | B  | B  |
| 5  | A  | B  | B  | A  | A  | B  |
| 6  | A  | B  | B  | B  | A  | A  |
| 7  | A  | B  | A  | B  | A  | B  |
| 8  | A  | B  | A  | B  | B  | A  |
| 9  | A  | B  | B  | A  | B  | A  |

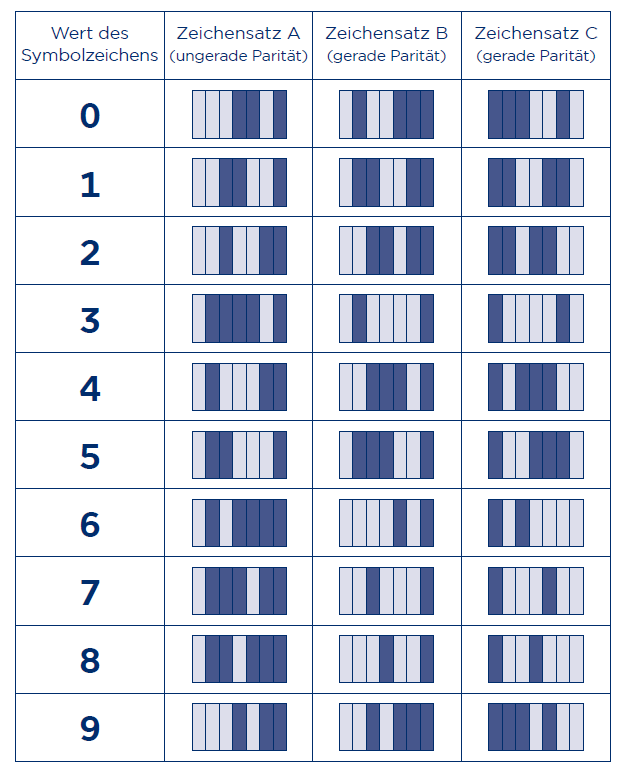
Werte und Zeichensätze

In der linken Symbolhälfte werden die Zeichensätze A und B verwendet, während in der rechten Symbolhälfte ausschließlich der Zeichensatz C zur Anwendung kommt.
Wie viele Balken ein EAN Code hat, ist einfach zu errechnen: 2(Start)+13(Ziffern)*2+ 2(Trenner) + 2(Stop)=32 es sind aber nur 30!
Der Trick ist, dass in den ersten 6 Symbolen gleich das 1. Zeichen mitcodiert wird. Das wird durch einen geschickten Wechsel der Zeichensätze A und B bewirkt. Damit ist auch erklärt, warum die Barcodes in den USA genau so aussehen wie in Europa, obwohl der Universal Product Code nur 12 Zeichen hat.

## Farben
Um die Lesbarkeit für Scanner zu gewährleisten, müssen die Kontraste möglichst deutlich sein. Als ideal gelten Codes in Schwarz-Weiß, weil hier der größtmögliche Kontrast auftritt. In der Praxis werden jedoch auch farbige Strichcodes angewendet. Bestimmte Farben sind für Laserscanner nicht leicht zu erkennen, da diese in einem Rotlichtbereich lesen.

## Oberflächenkrümmung

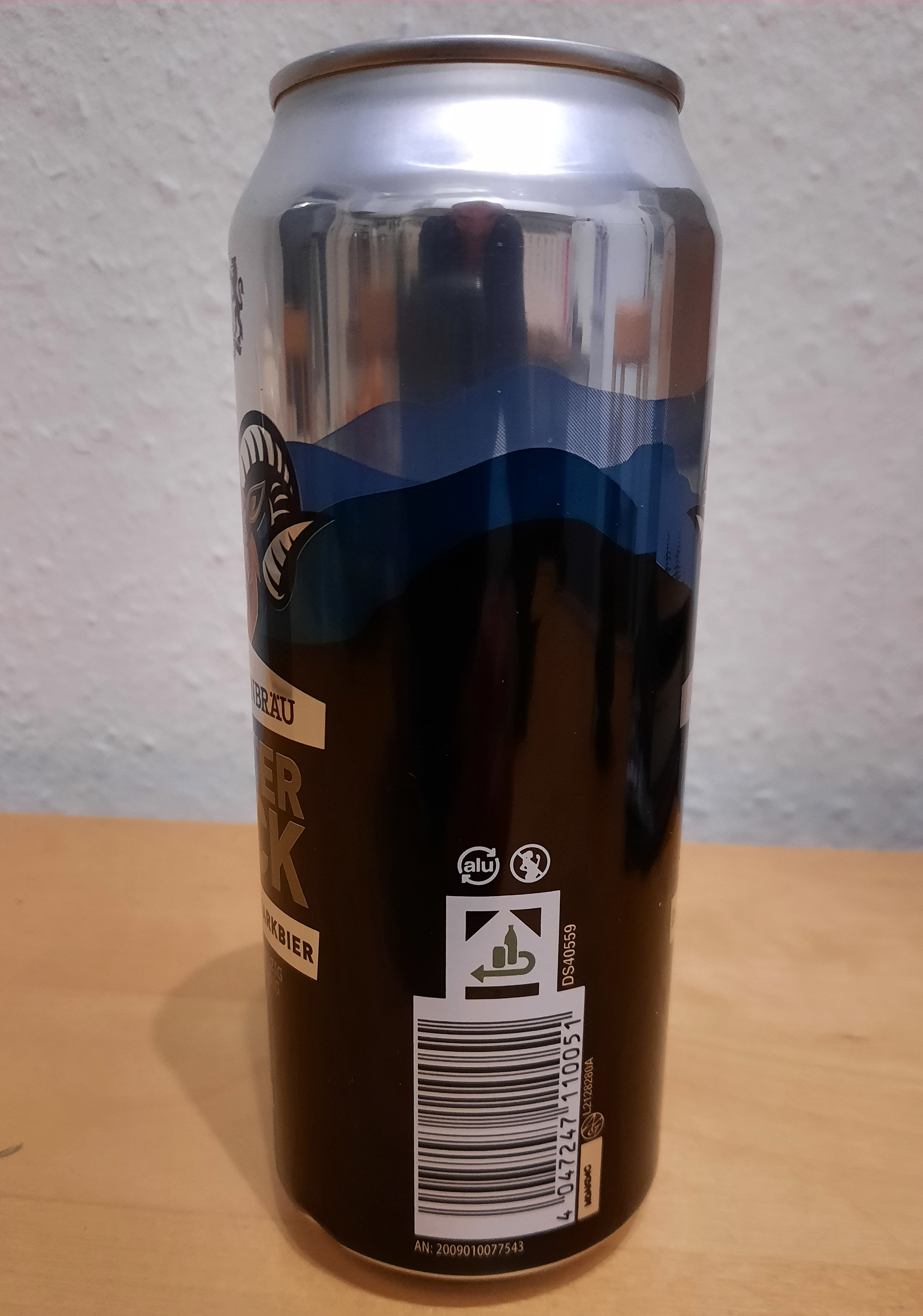
Barcode, aufgedruckt in Leiterform

Für zylinderförmige Produkte wird grundsätzlich – wie abgebildet – die Leiterform (= hochkant) empfohlen. Andernfalls kann es passieren, dass die beiden Außenkanten beziehungsweise Hellzonen des Symbols hinter der Oberflächenkrümmung verschwinden und nicht mehr vom Scanner erfasst werden können.